# Арресіфес
Арресі́фес (ісп. Arrecifes) — місто в північній частині аргентинської провінції Буенос-Айрес, адміністративний центр однойменного округу.

## Історія
Найдавнішою письмовою згадкою про місцевість під назвою Арресіфес є нотатка іспанських конкістадорів від 20 вересня 1586 року. Своєю назвою вона завдячує однойменній річці, на берегах якої знаходиться і яка має багато підводних каменів (ісп. Arrecifes — підводні камені). 1658 року починаються перші землемірні роботи з намірами збудувати у цій місцині поселення, оскільки вона розташовувалася на важливій дорозі з Буенос-Айреса до Кордови і Тукуману.
1730 року до поселення прибуває перший священник, а 1736 року починається зведення першої каплиці.
1739 року у місті було побудовано форт для захисту від постійних набігів індіанців.
1756 року було призначено першого мера міста. Ним став Пруденсіо Бургос.
1784 року віце-королівство Ріо-де-ла-Плата було поділено на округи, зокрема провінція Буенос-Айрес — на п'ять, одним з яких став Арресіфес.
1856 року було збудовано першу міську ратушу, проведені перші вибори міського рівня й започатковано перший місцевий уряд.

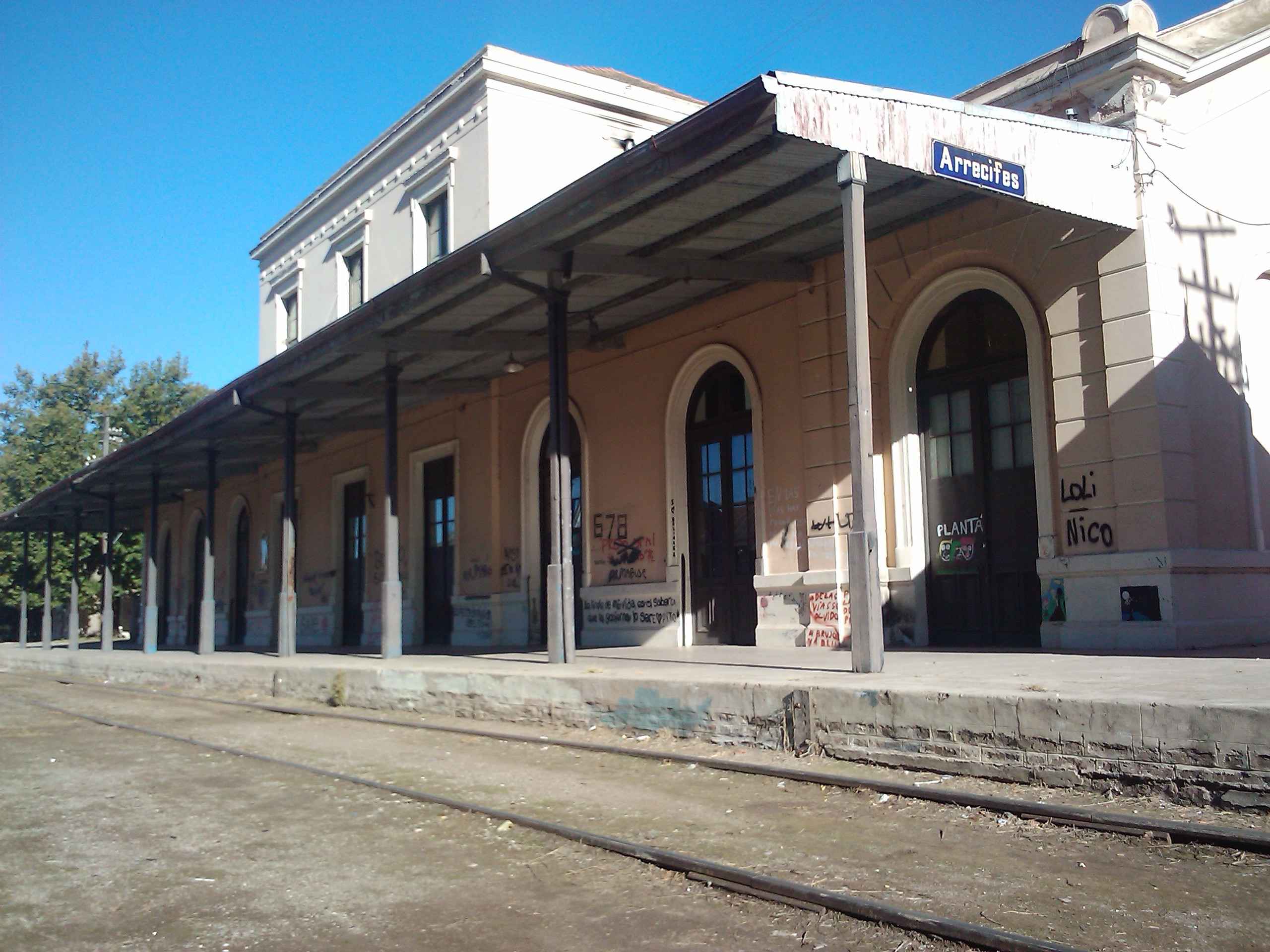
Залізнична станція Арресіфес

1882 року було відкрито залізничну станцію Арресіфес.
1901 року назву міста й округу було змінено на Бартоломе-Мітре (ісп. Bartolomé Mitre) на честь одного з губернаторів провінції Буенос-Айрес. Цю назву місто періодично носило досить тривалий час. Майже після кожного військового перевороту назву змінювали на Бартоломе-Мітре, а після повернення демократії — назад на Арресіфес. Це створювало значну плутанину у документах.
31 серпня 1950 року Арресіфесу було офіційно надано статус міста.
1968 року у місті було відкрито музей й історичний архів.
1992 року залізничний вокзал Арресіфеса було закрито, а пасажирські перевезення припинено. Нині через місто проходять незначні товарні залізничні перевезення.
1997 року відбулася остання зміна назви міста та округу, з тих пір вони носять свої сучасні імена.

## Економіка
Основною галуззю економіки є сільське господарство, переважно тваринництво. Найбільше вирощують корів м'ясних порід (герефордської і абердино-ангуської). Навколо міста розташовуються великі поля сої, кукурудзи та пшениці, менше значення мають соняшник, сорго, льон. Розвинена риболовля.
Місто також є важливим центром текстильної промисловості. Крім цього, у місті існує індустріальний парк, у якому діють 8 підприємств.

## Населення
Арресіфес — 72-ге за кількістю населення місто Аргентини. У цьому місті проживає 96 % жителів однойменного округу.

## Освіта
У місті діють 4 державні й одна приватна школа. 2012 року міською владою було досягнуто домовленості з Національним університетом північного заходу провінції Буенос-Айрес про відкриття філії в Арресіфесі. Також у місті діє Центр професійної освіти, сільськогосподарська і технологічна школи, духовна семінарія.

## Адміністративний поділ
Місто Аресіфес згідно з указом 2.413 від 27 липня 2011 поділяється на такі 33 райони (ісп. barrios):
| - San Agustin - Alberdi - Arquitectura - Secundino Arriola - Banco hipotecario - Banco provincia - Belgrano - Centro - Doña Clementina - Colmicnac - La cumbre | - Diogge - Esfuezo propio - Villa esperanza - San Esteban - Jose Fernandez - Las Flores - f.o.n.a.v.i - f.o.p.r.o.v.i - Malvinas argentinas - Madres solteras - 25 de mayo | - Municipales - Palermo - El palmar - Eva Peron - Plan familia propietaria - Saavedra - Villa Sanguinetti - San Martin - Santalina - Santa Teresita |

## Транспорт
Через місто Арресіфес проходить національна автотраса № 8, а також провінційні автотраси № 51 і № 191. Між Арресіфесом і Буенос-Айресом курсує велика кількість рейсових автобусів.
З 1894 року у місті діяла залізнична станція Арресіфес, яка спочатку підпорядковувалася Центральній аргентинській залізниці, а потім Залізниці ім. Мітре. 1992 року залізничний вокзал Арресіфеса було закрито, а пасажирські перевезення припинено. Нині через станцію проходить незначна кількість товарних потягів. Оператором залізничної станції є приватне підприємство Nuevo Central Argentino.
Також у місті Арресіфес діє аеропорт «Aeroclub Arrecifes», який може приймати лише легкі літаки.

## Спорт
В Арресіфесі діє футбольний клуб «Альміранте Браун».
Арресіфес відомий як аргентинська столиця автомобільного спорту. Щороку у місті проводиться Фестиваль автомобілістів на місцевому автодромі Circuito Costanero. З міста походить багато відомих пілотів автомобільного спорту. 2016 року через місто проходило ралі Дакар.